# Адамс (округ Джексон, Вісконсин)
Адамс (англ. Adams) — місто (англ. town) в США, в окрузі Джексон штату Вісконсин. Населення — 1389 осіб (2020).

## Демографія
Згідно з переписом 2010 року, у місті мешкали 1342 особи в 578 домогосподарствах у складі 407 родин. Було 877 помешкань
Расовий склад населення:
| - 95,4 % — білих - 3,3 % — корінних американців - 0,2 % — чорних або афроамериканців - 0,1 % — азіатів |

До двох чи більше рас належало 0,6 %. Частка іспаномовних становила 1,3 % від усіх жителів.
За віковим діапазоном населення розподілялося таким чином: 18,2 % — особи молодші 18 років, 60,0 % — особи у віці 18—64 років, 21,8 % — особи у віці 65 років та старші. Медіана віку мешканця становила 49,2 року. На 100 осіб жіночої статі у місті припадало 110,3 чоловіків;  на 100 жінок у віці від 18 років та старших — 108,0 чоловіків також старших 18 років.
Середній дохід на одне домашнє господарство  становив 71 648 доларів США (медіана — 56 250), а середній дохід на одну сім'ю — 86 072 долари (медіана — 74 375). Медіана доходів становила 48 750 доларів для чоловіків та 35 893 долари для жінок. За межею бідності перебувало 8,6 % осіб, у тому числі 10,8 % дітей у віці до 18 років та 8,7 % осіб у віці 65 років та старших.
Цивільне працевлаштоване населення становило 639 осіб. Основні галузі зайнятості: освіта, охорона здоров'я та соціальна допомога — 30,0 %, виробництво — 15,8 %, роздрібна торгівля — 9,7 %, сільське господарство, лісництво, риболовля — 7,4 %.